# Дітріх Аферес
Дітріх «Дерк» Аферес (нім. Dietrich „Derk“ Averes; 4 січня 1894, Нордгорн — 21 вересня 1982, Нордгорн) — німецький льотчик-ас, віцефельдфебель Імперської армії, майор люфтваффе.

## Біографія
15 травня 1915 року вступив в авіацію, спочатку служив пілотом-розвідником на Східному фронті. Весною 1917 ррку розпочав підготовку на винищувача у Варшаві. Після підготовки потрапив у винищувальну ескадрилью «Оберост», яка пізніше була перейменована на 81-шу винищувальну ескадрилью. З березня 1918 року воював на Західному фронті, спочатку у складі 74-ї, з 22 травня — знову 81-ї винищувальної ескадрильї. Всього за час війни здобув 10 перемог, ще одна перемога залишилась непідтвердженою.
Після війни активно займався планеризмом. Під час Другої світової війни служив в штабі 9-го повітряного корпусу.

## Звання
- Лейтенант резерву (1921)
- Оберлейтенант (1940)
- Майор (1944)

## Нагороди
- Залізний хрест 2-го і 1-го класу
- Нагрудний знак військового пілота (Пруссія)
- Почесний хрест ветерана війни з мечами